# 盧作孚舊居
盧作孚舊居位於重慶市北碚區朝陽街道文星灣42號，中國西部科學院舊址內，是盧作孚為籌辦中國西部博物館時修建的建築物之一。房舍建於1944年，是一棟依坎而建的普通樓房，小青瓦，灰磚牆，木走廊，原為磚木結構，一樓一底，上下共有房屋10間，建築面積278平方米，1986年落架大修，改為磚混結構。2000年9月7日列為第一批重慶市文物保護單位。2006年5月25日作为中国西部科学院旧址的一部分公布为第六批全国重点文物保护单位。